# Margaret St. Clair
Margaret St. Clair (Hutchinson, 17 de febrero de 1911-22 de noviembre de 1995) fue una escritora estadounidense de ciencia ficción que también escribió bajo los pseudónimos de Idris Seabright y Wilton Hazzard.

## Biografía
St. Clair nació en Hutchinson, Kansas. Su padre George A. Neeley fue miembro de la Cámara de Representantes de los Estados Unidos y murió cuando Margaret tenía siete años, pero dejó a su madre con recursos suficientes. Sin hermanos ni hermanas, Margaret recuerda su infancia como "una especialmente solitaria y libresca". Cuando tenía 27 años, su madre y ella se mudaron a California. En 1932, después de graduarse de la Universidad de California en Berkeley, se casó con el escritor Eric St. Clair. En 1934 se licenció en Estudios Clásicos Griegos. Los St. Clairs vivieron en una casa en una colina con una vista panorámica sobre lo que es hoy El Sobrante, California, donde Margaret criaba y vendía cachorros de perro salchicha.
En sus escasos escritos autobiográficos, St. Clair revela pocos detalles de su vida personal, pero las entrevistas con algunos que la conocieron indican que ella y su marido viajaban a menudo, no tenían hijos por su propia elección y en 1966 se iniciaron en la Wicca por Raymond Buckland, tomando los nombres wiccanos de Froniga y Weyland. Eric St. Clair trabajó de forma variada como estadístico, trabajador social, horticultor, comprador de tienda y asistente de laboratorio en el Departamento de Física de la Universidad de California en Berkeley; también publicó numerosos relatos cortos y artículos de revistas y fue "quizás el principal escritor estadounidense de cuentos infantiles sobre osos, que ha vendido cerca de 100 de ellos".
Los St. Clairs finalmente se mudaron de El Sobrante a una casa en la costa cerca de Point Arena, "donde todas las ventanas tenían vista al océano". Margaret sobrevivió a su esposo por varios años. Partidaria de toda la vida del Comité de Servicio de Amigos de los Estados Unidos, pasó sus últimos años en Friends House en Santa Rosa (California). Murió en 1995.

## Cuento
St. Clair aseguró que primero intentó escribir cuentos de misterio y detectives, e incluso los llamados “cuentos de calidad”, antes de encontrar su nicho en la fantasía y la ciencia ficción para las pulp. "Al contrario que la mayoría de escritores pulp, no tengo ambiciones especiales de hacer páginas para las revistas glamurosas. Siento que el pulp en su mejor aspecto toca una tradición popular genuina y tengo una cualidad "baladí" de la que carecen las revistas glamurosas".
A finales de la década de 1940, St. Clair escribió y publicó, según su propio relato, unos 130 cuentos. Su producción temprana incluyó la serie Oona y Jick de ocho relatos publicados entre 1947 y 1949, en los que se relatan las desventuras cómicas de la "ama de casa del futuro" Oona y su devoto esposo Jick. Las historias aparentemente se establecían en un futuro idealizado pero lanzaban una mirada satírica a la vida doméstica de posguerra, con su enfoque en adquirir dispositivos domésticos que ahorraban la mano de obra y "keeping up with the Joneses" (compararse con los vecinos de al lado). St. Clair comentaría más tarde que los cuentos de Oona y Jick “no eran especialmente populares entre los aficionados, que eran, entonces como ahora, un grupo bastante sin humor. El tono claro de las historias parecía ofender a los lectores y hacerles pensar que me estaba burlando de ellos". "
Fue especialmente prolífica en la década de 1950, produciendo historias tan aclamadas y muy reimpresas como "The Man Who Sold Rope to the Gnoles" ("El hombre que vendió la cuerda a los Gnoles") (1951), "Brightness Falls from the Air" ("El brillo cae del aire") (1951), "An Egg a Month from All Over" ("Un huevo al mes de todas partes") (1952), y "Horrer Howce" (1956). De vez en cuando se inspiró en su educación en Clásicos y su conocimiento del mito griego, como en "Mrs. Hawk" ("Señor Halcón") (1950), una actualización moderna del mito de Circe, "The Bird" ("El Pájaro") (1951), sobre el fatídico encuentro de un hombre moderno con el mítico ave Fénix, y "The Goddess on the Street Corner" ("La Diosa de la Calle de la Esquina") (1953), en el que un borracho con mala suerte se encuentra con una Afrodita igualmente vulnerable.
A partir de 1950 con "The Listening Child" ("El niño que escuchaba"), todas las historias de St. Clair en The Magazine of Fantasy & Science Fiction aparecieron bajo el seudónimo de Idris Seabright. La historia de Seabright "Personal Monster" ("Monstruo Personal") apareció en el número de septiembre de 1955 inmediatamente antes de la historia "Too Many Bears" (Demasiados Osos) de un recién llegado a la revista, el esposo de St. Clair, Eric; en su nota introductoria a "Too Many Bears", el editor Anthony Boucher bromeó que Eric St. Clair estaba "envidiablemente casado con dos de mis escritoras favoritas de ciencia ficción".
Tres de sus cuentos han sido adaptados para la televisión. "Mrs. Hawk" fue rodada como "The Remarkable Mrs. Hawk" (El Increíble Señor Halcón) para la temporada de 1961 de Thriller (una serie de televisión estadounidense, con Jo Van Fleet en el papel principal. "The Boy Who Predicted Earthquakes" ("El chico que predecía terremotos") (1950) y "Brenda" (1954) fueron rodados como segmentos de la temporada de Rod Serling's Night Gallery.
St. Clair sólo escribió un puñado de historias en el género de misterio, pero una de ellas, The Perfectionist ("El Perfeccionista") (1946), fue abundantemente reimprimida y traducida y sirvió como base para la obra A Dash of Bitters por Reginald Denham y Conrad Sutton Smith. También escribió algunas historias de ficción y sátira para "revistas de caballeros" incluyendo la revista Gent y la revista The Dude.
Usó el pseudónimo de Wilton Hazzard, un nombre artístico colectivo usado en las revistas publicadas por Fiction House, para una historia publicada en el número de Planet Stories que ya contaba con una historia con su propio nombre.

## Novelas
St. Clair también escribió ocho novelas, cuatro de ellas fueron publicadas en las series Ace Double, una serie de Ace Books.
En Sign of the Labrys ("La marca del Labrys") (1963) destaca un uso temprano y manifiesto de elementos wiccanos en la ficción; St. Clair escribió que el libro "estuvo inspirado principalmente por los libros de brujería (witchcraft) de Gerald Gardner." El editor de The Crystal Well (El pozo de cristal) calificó Sign of the Labrys como "un clásico del ocultismo," y en su reseña sobre la novela para la revista Analog, P. Schuyler Miller declaró que St. Clair era una de los escritores de ciencia ficción más infravalorados. La investigación de St. Clair en la brujería la condujo a una amistad con Raymond Buckland, que la recordaba como "una persona absolutamente maravillosa, muy cálida y amorosa".

## Legado
Desde el principio de su carrera, St. Clair fue consciente de su inusual papel como una mujer escribiendo en un campo dominado por los hombres. Un artículo que escribió para Writer's Digest en 1947, sobre vender historias en el mercado de la ciencia ficción comeinza: "¿Por qué es divertido escribir ciencia ficción? En un primer vistazo no parece muy atractivo particularmente para una mujer". When the World Science Fiction Convention was held in Oakland in 1954, el Oakland Tribune destacó a  St. Clair como una autora local pidiéndole que proporcionase un "menú del futuro." La contraportada de la novela de 1963 Sign of the Labrys declaraba en grandes letras mayúsculas: "¡Las mujeres están escribiendo ciencia-ficción!" y continuaba: "Las mujeres están más cerca de lo primitivo que los hombres. Son conscientes de las mareas lunares y terrestres. Poseen una memoria enterrada del pasado antiguo y oscuro de la humanidad que puede emerger de manera colorida y condimentar una novela. Dicha mujer es Margaret St. Clair…."
El rol pionero de St. Clair como una mujer que escribía ciencia ficción fue destacado por Eric Leif Davin en su libro Partners in Wonder: Women and the Birth of Science Fiction, 1926-1965 ("Compañeras en lo Asombroso: Mujeres y el nacimiento de la ciencia ficción").
Los "Margaret St. Clair Papers" están archivados en la Universidad de California en Riverside.
Ramsey Campbell describió el trabajo de St. Clair como "sorprendentemente original" y argumentó que "todavía tiene que ser realmente apreciado".

## Trabajos

### Novelas
- The Green Queen (1956)
- Agent of the Unknown (1956)
- The Games of Neith (1960)
- Sign of the Labrys (1963)
- Message from the Eocene (1964)
- The Dolphins of Altair (1967)
- The Shadow People (1969)
- The Dancers of Noyo (1973)

### Colecciones de historias
- Three Worlds of Futurity (1964)
- Change the Sky and Other Stories (1974)
- The Best of Margaret St. Clair (1985)

### Historias cortas
- "Lochinvar" (Galaxy Science Fiction, agosto de 1961)
- "An Old Fashioned Bird Christmas" (Galaxy, diciembre de 1961)
- "Roberta" (Galaxy, octubre de 1962)